# Maeda Seison

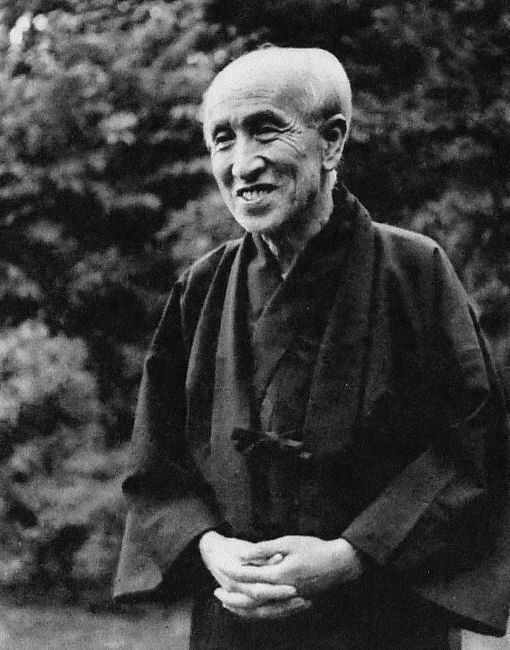
Maeda Seison

Maeda Seison (japanisch 前田 青邨; 27. Januar 1885 in Nakatsugawa, Präfektur Gifu – 29. Oktober 1977 ebenda, eigentlicher Name Renzō (廉造)) war ein japanischer Maler der Nihonga-Richtung.

## Leben und Werk
Maeda ging 1901 nach Tokyo und wurde Schüler von Kajita Hanko (1870–1919), der für Holzschnitte in der Ukiyoe-Art bekannt ist. Von ihm erhielt er seinen Künstlernamen Seison (etwa „Blaues Dorf“). 1907 schloss sich Maeda der Künstlergruppe Kōjikai (紅児会) von Yasuda Yukihiko, Hayami Gyoshū und Imamura Shikō an und beteiligte sich mit ihnen an der Weiterentwicklung von Nihonga, Shin-Nihonga genannt. 1912, auf der 17. Jahresausstellung der Kōjikai wurde Okakura Kakuzō auf ihn aufmerksam.
Auf der 6. Ausstellung der vom Kulturministerium veranstalteten jährlichen Ausstellung (Kurzname Bunten (文展)), ebenfalls 1912, stellte das Bild „Mikoshi“ (御輿振り, Mikoshi furi) aus, das einen dritten Preis erhielt und seinen Namen bekannt machte. 1914 stellte er auf der Ausstellung des wieder erstandenen Nihon bijutsu-in die Bildrolle (emaki) „Bambus schneiden“ (竹取物語絵巻, Taketori monogatari emaki) und die drei Hängerollen „Kur in den heißen Quellen“ (湯治場, Tōjiba) aus und wurde daraufhin assoziiertes Mitglied des Nihon bijutsu-in. 1916 schuf Maeda „Acht berühmte Ansichten von Miyako“ (京名所八題, Miyako meisho hachidai) in eher westlicher monochromen Tuschmanier. 1922 bis 1923 wurde Maeda zusammen mit Kobayashi Kokei vom Nihon bijutsu-in zur Weiterbildung nach Europa geschickt. Während dieses Aufenthaltes machten die beiden Kopien von der Bildrolle „Ermahnungen/Belehrungen der Hofdamen“ (zugeschrieben Gu Kaizhi) im Britischen Museum.
1930 erhielt Maeda den Asahi-Preis der Zeitung Asahi Shimbun für sein im Jahr zuvor beim Nihon bijutsu-in eingereichten Stellschirm „Yoritomo in der Höhle“ (洞窟の頼朝, Dōkutsu no Yoritomo) 1935 wurde er Mitglied in der Akademie der Künste und 1944 erhielt er den Titel „Hofkünstler“ (帝室技芸員, Teishitsu gigei-in), von 1951 bis 1959 war er Professor an der Hochschule der Künste in Tokyo, der späteren Tōkyō Geijutsu Daigaku. 
Zu Maedas Bildern mit historischen Themen gehört auch die japanische „Gesandtschaft in  Rom“ (ローマ使節, Rōma shisetsu), ein geöffneter „Sarkophag“ (石棺, Sekkan, 1962). Zu einer anderen Themenreihe gehört der zweiflügelige Stellschirm mit einer Figur des Nō-Theaters „In Erwartung des Auftritts“ (出を待つ, De o matsu, 1927). 1955 wurde Maeda mit dem japanischen Kulturorden ausgezeichnet und zur Person mit besonderen kulturellen Verdiensten ernannt.
Maeda ist auf dem Friedhof des Tempels Tōkei-ji in Kamakura begraben.